# Mario Caterino
Mario Caterino (* 14. Juni 1954 in Casal di Principe) ist ein mutmaßlicher italienischer Mafioso. Es soll die Nummer zwei des Casalesi-Clans, einer Untergruppe der neapolitanischen Camorra, gewesen sein. Bei seiner Festnahme Anfang Mai 2011 stand er auf der Liste der 30 gefährlichsten Italiener. 2005 verurteilte ihn ein italienisches Gericht in Abwesenheit zu lebenslanger Haft.